# Sausenburg

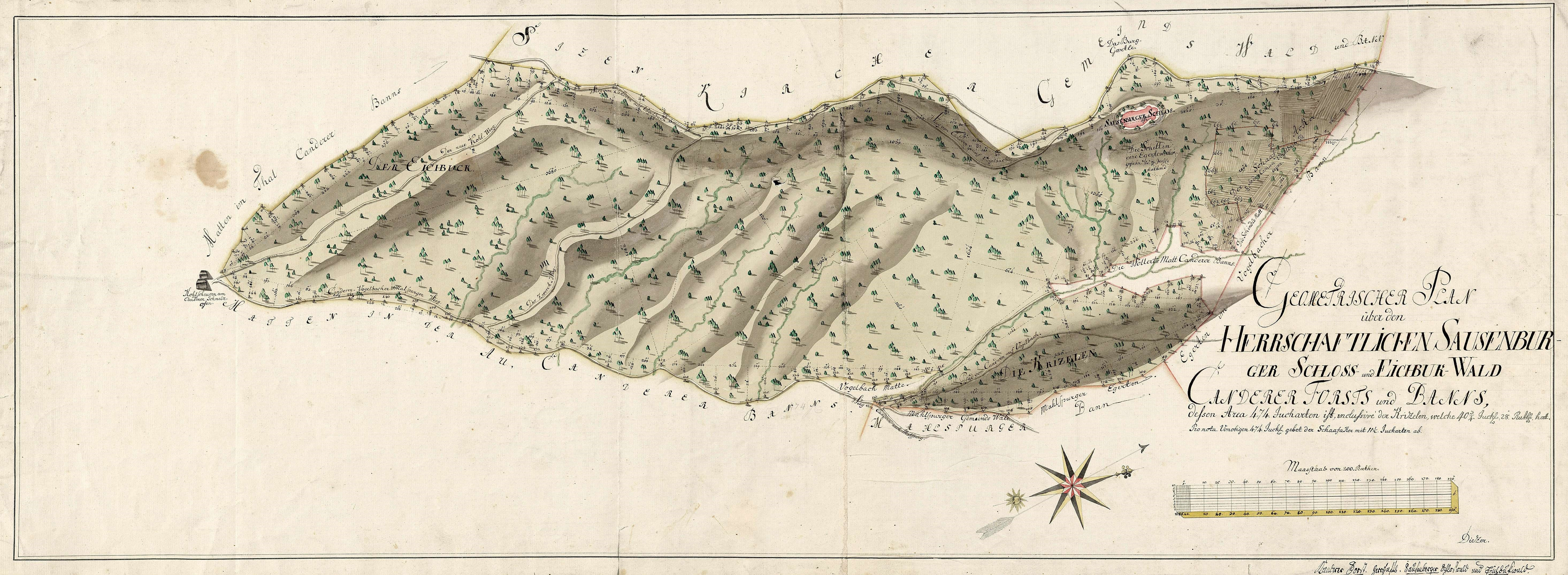
Landkarte mit der Sausenburg aus der 2. Hälfte des 18. Jahrhunderts.

Sausenburg ist die heute übliche Bezeichnung für die Ruine der früheren Burg Sausenberg.
Die Sausenburg war die Stammburg der Markgrafen von Hachberg-Sausenberg. Die Ruine liegt auf der Gemarkung der Stadt Kandern im baden-württembergischen Landkreis Lörrach.

## Geografische Lage
Die Ruine der Höhenburg liegt etwa 1,3 km östlich des Kanderner Stadtteils Sitzenkirch und 3,3 km nordöstlich des Kanderner Ortskerns, auf dem 665 m ü. NHN hohen Sausenberg – einem Ausläufer des Hochblauen. Östlich davon liegt die Gemeinde Malsburg-Marzell, Ortsteil Malsburg. Über das zu Malsburg gehörige Dorf Vogelbach im Nordosten ist die Ruine gut über das Lindenbückle erreichbar.
1,6 Kilometer nordwestlich liegt durch das Lippisbachtal getrennt Schloss Bürgeln und 4,5 Kilometer nordöstlich der Hochblauen.

## Geschichte
1125 schenkten die Herren von Kaltenbach (aus dem Ort Kaltenbach bei Malsburg-Marzell) Ländereien an das Kloster St. Blasien. Es wird vermutet, dass auch der Sausenberg zu diesen Ländereien gehörte, was aber nicht nachweisbar ist. Das Kloster St. Blasien errichtete jedenfalls in unmittelbarer Nähe Propsteien in Bürgeln und Sitzenkirch, sowie in Weitenau. Die Vogtei über diese Propsteien übten die Zähringer aus und ging nach deren Aussterben auf die Markgrafen von Hachberg über.
1232 erwarben sie den Sausenberg vom Kloster St. Blasien, Ob der Sausenberg zu diesem Zeitpunkt oder früher bereits bebaut war, bleibt unklar. In der Literatur wurde die Möglichkeit einer frühen Holz-Erdburg erwogen oder ein früher Zufluchtsort in Kriegszeiten vermutet. Eine Urkunde von 1240 nennt den Sausenberg als Ausstellungsort, was allenfalls schon auf eine Burg hinweist – eine Urkunde von 1246 nennt explizit ein castri Susenberk, wobei unklar ist, ob auch der Bergfried schon bestand. Die Erbauung einer Burg durch die Markgrafen von Hachberg wird auf Basis dieser Kenntnisse in den Jahren 1232 bis 1246 angenommen.
1306 erfolgte zwischen dem dritten Hachberger Markgrafen Heinrich III. (1290–1330) und seinem Bruder Rudolf I. (1290–1313) eine Erbteilung – Hachberg mit der Stadt Emmendingen wurde Heinrich übertragen.
Rudolf erhielt die Herrschaft Sausenberg mit der Sausenburg und der Landgrafschaft im Breisgau.
Rudolf erhielt damit auch die Vogtei über die Propsteien Bürgeln, Sitzenkirch und Weitenau des Klosters St. Blasien.
Rudolf war mit Agnes von Rötteln vermählt, die 1310 zusammen mit ihrem Mann von ihrem Bruder Walter von Rötteln die halbe Herrschaft Rötteln erbte. Rudolf starb 1313, doch sein Sohn Heinrich erhielt 1315 von Lüthold II. von Rötteln – dem Onkel von Agnes und letztem männlichen Vertreter seines Geschlechtes – die andere Hälfte der Röttler Herrschaft geschenkt. Markgraf Heinrich war nun alleiniger Herr der Herrschaft Rötteln und der Landgrafschaft Sausenberg. Für die Sausenberger bedeutete das Röttler Erbe einen deutlichen Machtzuwachs, der ihren Herrschaftsbereich wahrscheinlich verdreifachte.
Wohl noch vor 1317 zogen die Sausenberger auf die Burg Rötteln, und der Name der ererbten Burg und Herrschaft fand in die Namensgebung der Markgrafen Eingang.
Nach Heinrichs frühem Tod (1318) übernahmen seine jüngeren Brüder Rudolf und Otto gemeinsam die Regentschaft.
Rudolf II. verpfändete 1318 die Landgrafschaft im Breisgau an die Grafen von Freiburg, wobei die Landgrafenrechte über das Gebiet um die Sausenburg ausgenommen wurden. Die Hachberg-Sausenberger Linie und nannte daher das von ihr beherrschte Gebiet Landgrafschaft Sausenberg.
Durch eine Schenkung des letzten Grafen von Freiburg, Johann, kam die Herrschaft Badenweiler 1444 an die Markgrafschaft Hachberg-Sausenberg, die damit die drei Bestandteile des später so genannten „Markgräflerlandes“ (Landgrafschaft Sausenberg, Herrschaft Rötteln, Herrschaft Badenweiler) umfasste. Die Sausenburg teilte fortan weitgehend das Schicksal ihrer Schwesterburgen in Rötteln und Badenweiler.
Nach dem Tod Rudolf II. übernahm sein Bruder Otto zunächst die Regentschaft für den unmündigen Rudolf III. Später regierten beide gemeinsam, wobei Otto seinen Schwerpunkt auf der Sausenburg hatte in deren Nähe – in der Kirche von Sitzenkirch – er sich auch bestatten ließ. Danach scheint kein Markgraf mehr auf der Sausenburg residiert zu haben.
Aus der Baugeschichte sind nur Fragmente bekannt. Nachdem sein Vater, Markgraf Rudolf III. von Hachberg-Sausenberg Burg Rötteln ausgebaut hatte, widmete sich Wilhelm von Hachberg-Sausenberg dem Ausbau der Sausenburg. Trotz einer großen ererbten Schuldenlast begann Wilhelm noch 1428 – dem Todesjahr seines Vaters – mit der Überdachung des Wehrgangs, dem Bau einer Wächterstube über dem Torturm und dem Bau von zwei weiteren Räumen neben dem Turm.
Nachdem 1503 mit Markgraf Philipp der letzte sukzessionsfähige männliche Vertreter des Hauses Hachberg-Sausenberg verstorben war, fiel dessen Markgrafschaft – inklusive der Sausenburg – gemäß Erbvertrag („Röttelsches Gemächte“) an die Hauptlinie der Markgrafen von Baden.
Der Antritt der Erbschaft gegen den Willen von Philipps Witwe und Tochter gelang Markgraf Christoph nur durch das entschlossene Auftreten der „Landschaft“. Diese ständischen Vertretung der Bauernschaft hatte die Burgen Rötteln, Sausenburg und Badenweiler besetzt, bevor der von der Witwe eingesetzte neue Landvogt die Burgen übernehmen konnte.

### Besetzung im Bauernkrieg 1525

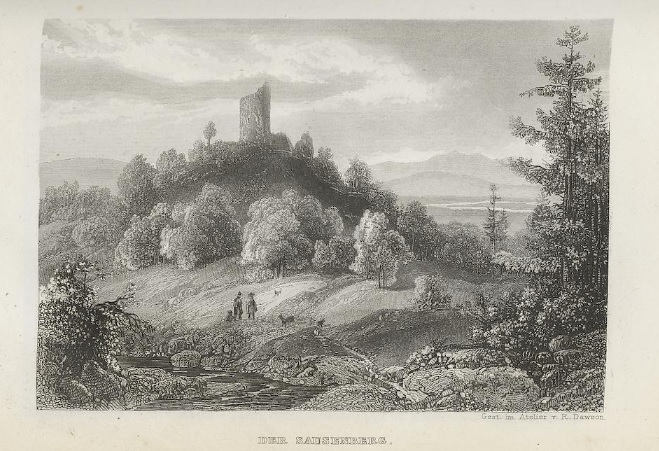
Ruine der Sausenburg um 1844

Die Burg war auch ein Schauplatz des Bauernkrieges. Die Anwälte des Markgrafen Ernst warfen den Untertanen in ihrer Klageschrift auch die Besetzung der Sausenburg und die Entnahme von Vorräten und Gegenständen vor. Die Anwälte der Landschaft bestätigten in ihrer Entgegnung die Besetzung der Sausenburg und der anderen markgräflichen Schlösser (Rötteln und Badenweiler) die erfolgt sei um diese vor Beschädigung durch andere Bauernhaufen – insbesondere durch den Schwarzwälder Haufen unter Hans Müller – zu bewahren.
Die Burgen wurden von der Bauernschaft nicht nur als markgräfliche Befestigungen, sondern auch als Landesfestungen verstanden. Nach ersten gravierenden Niederlagen benachbarter Bauernhaufen zogen sich die Markgräfler aus dem nördlichen Breisgau zurück und waren am 30. Mai wieder in ihren Dörfern. Zu diesem Datum war wohl auch die Besetzung der Schlösser beendet die am 14. oder 15. Mai begonnen hatte.

### Dreißigjähriger Krieg
Im Dreißigjährigen Krieg war die Burg ab 1633 umkämpft. Am 9. Maijul. / 19. Mai 1633greg. war das Schloss Badenweiler von den kaiserlichen Truppen aus der Festung Breisach eingenommen worden und in den folgenden Tagen wurde auch Burg Rötteln und die Sausenburg von den kaiserlichen Truppen des Grafen Montecuccoli und mit Unterstützung des Markgrafen Hermann Fortunat von Baden-Rodemachern genommen.
Am 23. Junijul. / 3. Juli 1633greg. kapitulierte die kaiserliche Besatzung von Burg Rötteln vor den schwedischen Truppen des Rheingrafen Otto Ludwig. In der Folge nahmen die Schweden auch die Burg in Badenweiler „und andere Orth mit der ganzen Oberen Herrschaft“ ein, wozu dann auch die Sausenburg gehörte.
Nach den hohen Verlusten in der Schlacht bei Nördlingen im September 1634 zogen die Schweden ihre Besatzungen aus vielen befestigten Plätzen ab. Rheingraf Otto Ludwig sammelte die Verbände bei Straßburg. Das Geschütz aus den geräumten Gebieten wurde in der Hochburg und in Straßburg in Sicherheit gebracht. Die verlassenen Plätze – wie Burg Rötteln – wurden spätestens im Februar 1635 mit kaiserlichen Besatzungen versehen.
1638 wurden die kaiserlichen Truppen jedoch von Herzog Bernhard von Weimar in der Schlacht bei Rheinfelden besiegt und am 18. Märzjul. / 28. März 1638greg. konnte der Herzog die Burg Rötteln im Sturm erobern. Vieh und Vorräte wurden nach Neuenburg am Rhein verbracht. Auch die anderen Schlösser – wie die Sausenburg – wurden von weimarischen Truppen eingenommen.

### Zerstörung im Holländischen Krieg
Im Holländischen Krieg wurde das südliche Markgräflerland wieder Schauplatz von Kampfhandlungen.
Am 18. Juni 1678 wurde die Burg Rötteln von Truppen der französischen Generale Louis-François de Boufflers und Claude de Choiseul-Francières angegriffen; sie kapitulierte nach drei Tagen. Unter ungeklärten Umständen, aber wahrscheinlich aus Zerstörungsabsicht, ging Rötteln in der Nacht vom 29. auf den 30. Juni in Flammen auf. Auch die umliegenden Burgen Brombach, Sausenburg und Badenweiler brannten aus.

## Beschreibung

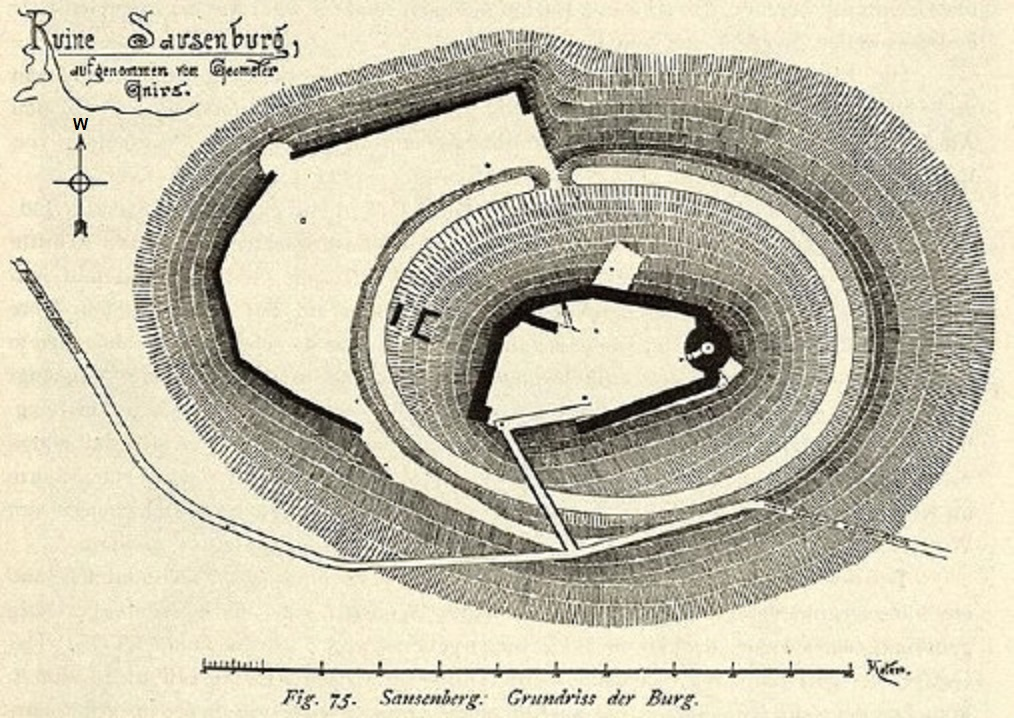
Gewesteter Grundriss der Ruine der Burg Sausenberg

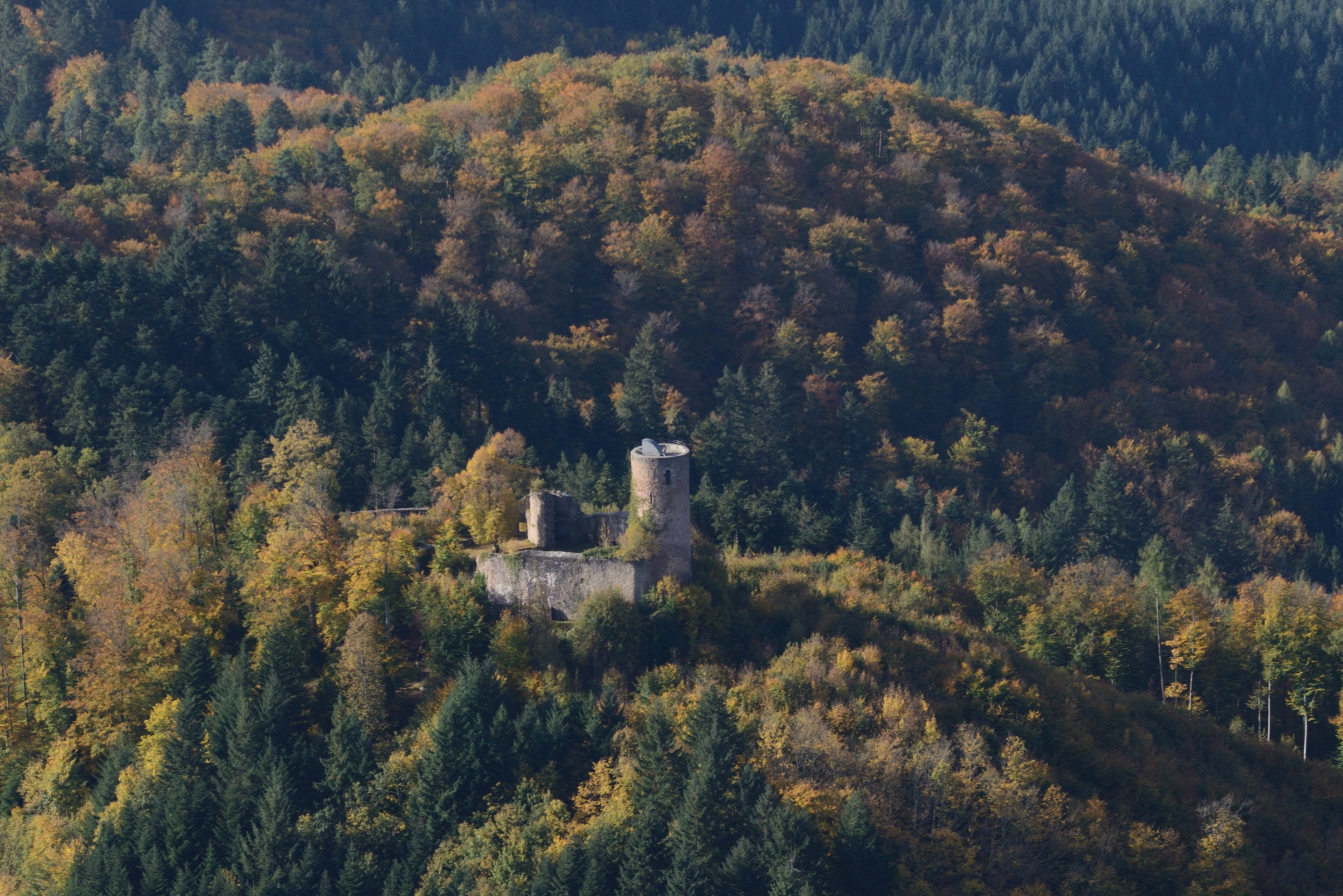
Sausenburg aus der Vogelperspektive

Baugeschichtliche Untersuchungen fehlen und unsachgemäße Restaurierungsarbeiten haben den Baubestand stark verändert. In den Jahren 2000 bis 2006 wurden durch einen Archäologen drei Begehungen der Burgruine durchgeführt, wobei zahlreiche Keramikfunde registriert wurden, die die bislang nur aus Urkunden abgeleitete Gründungszeit der Burg bestätigten.

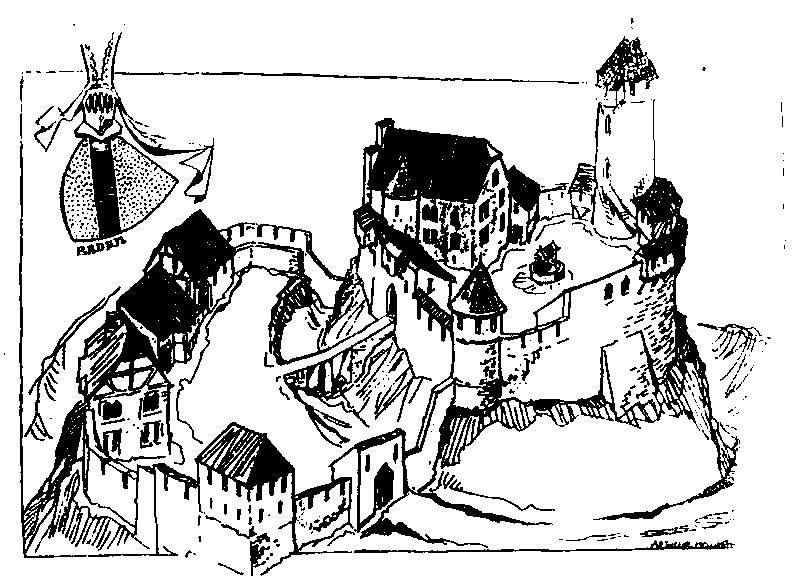
Versuch einer Rekonstruktion der Sausenburg

Die Kern- oder Hauptburg füllt das gesamte Plateau des Burgbergs aus, das eine Größe von etwa 30 mal 50 Metern aufweist. Das Plateau ist von einem bis zu 17 Metern breiten Ringgraben mit vorgelagertem Wall umgeben. Am Rande des Plateaus verläuft der polygonale Bering der noch in Resten erhalten und teilweise restauriert ist.
Im Norden steht der restaurierte Bergfried, der etwa 19 Meter hoch ist und einen Durchmesser von fast 8 Metern aufweist und bis zu 2,70 Meter dicke Mauern hat. Er ist als Rundturm ausgeführt und wird in das 13. Jahrhundert datiert. Der mittelalterliche Eingang befand sich in 9 Metern Höhe, wo der Turm noch eine Mauerstärke von 2,10 Metern hat. Der heutige Eingang zum Bergfried wurde erst 1856 in den Mauersockel gebrochen. Der Turm hat heute als Abschluss eine begehbare Plattform und kann als Aussichtsturm bestiegen werden. Eine Zeichnung von 1844 zeigt nur noch den hohen Mauerstumpf ohne den oberen Abschluss.
Von einer allfälligen Bebauung des Geländes innerhalb des Berings haben sich nur im südlichen Teil Reste eines mindestens zweigeschossigen Gebäudes erhalten, das der Palas gewesen sein könnte. Hierin ist auch der Rest eines Tonnengewölbes sichtbar.
Eine frühere Hypothese von einer mit der Burg Zähringen „ziemlich übereinstimmenden Grunddisposition des Wohngebäudes und der Umwallungen“ wird heute in Frage gestellt.
Der Zugang zur Hauptburg erfolgte ursprüngliche über eine Brücke von Süden her, wobei die frühere Torsituation im Rahmen der Restaurierung verbaut wurde. Der heutige Zugang über eine Treppe wurde erst im Rahmen einer historisch unsachgemäßen Restaurierung erstellt.
Im Süden und Westen der Kernburg ist eine Vorburg angebaut, die von einem Graben mit Wall geschützt wurde. Von der Außenmauer der Vorburg sind noch etwa 18 m aus Granitbruchstein teilweise erhalten. Der Zugang zur Vorburg wird am westlichen Ende der Mauer vermutet. Vom Brückenbau von der Vorburg zur Kernburg ist insbesondere noch ein mehrere Meter hoher und breiter Pfeiler zu sehen, der als Auflager für die Zugbrücke diente. Zudem sind noch Spuren des äußeren Widerlagers zu erkennen und oberhalb des Brückenpfeilers befindet sich ein gemauerter eckiger Vorsprung der auch als Basis eines Torturmes interpretiert wurde.

## Heutige Nutzung und Pflege

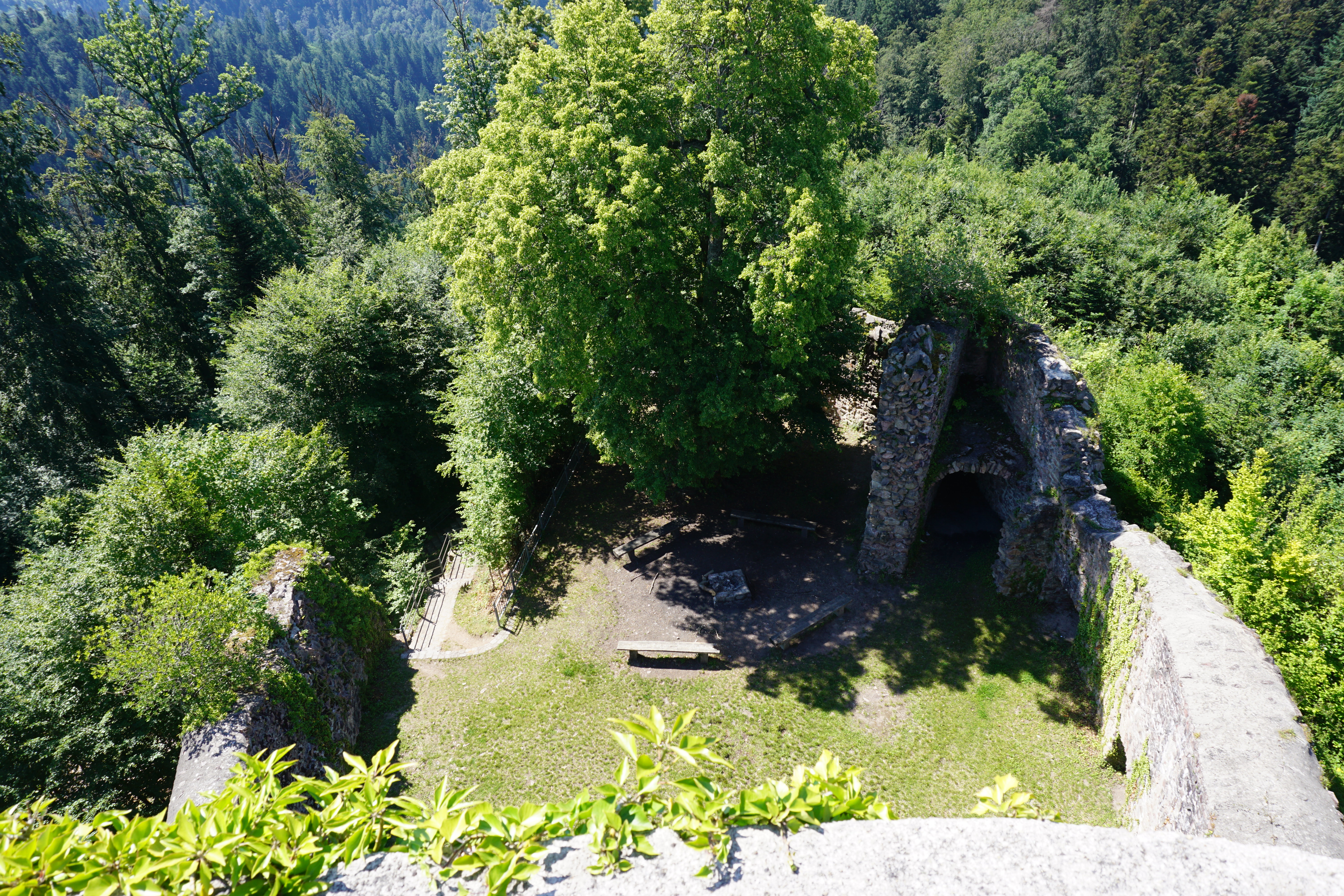
Blick vom Turm auf den Burghof

Bereits 1841 wird ein Weg zur Ruine neu angelegt und 1856 wurde der heutige Zugang zum Bergfried in das Mauerwerk gebrochen. 1891 wird von einer größeren Instandhaltungsmaßnahme am Bergfried berichtet. 1924 wurde zu Hebels Geburtstag von der Schule ein Schauspiel über Wilhelm Tell auf der Ruine dargeboten. 1960 organisierte der Schwarzwaldverein Kandern eine Kundgebung unter dem Motto „Rettet die Sausenburg“.
„Seit 1960 sichern und renovieren das Staatliche Hochbauamt, das Forstamt Kandern, das Landesdenkmalamt und der Schwarzwaldverein die Burg.“
Die Burgruine ist heute ein lokales Ausflugsziel. Es gibt Wanderwege von Kandern und Sitzenkirch zur Burgruine. Die Anlage liegt überdies auf dem Weg der zwölften Etappe des Schwarzwald Westwegs (westliche Strecke) und wird daher auch von Fernwanderern besucht. Es werden auch Burgführungen angeboten.